# Министерство туризма Филиппин
Департа́мент тури́зма Фили́ппин (таг. Kagawaran ng Turismo, англ. Department of Tourism) — исполнительный департамент правительства (министерство) Филиппин, отвечающий за регулирование филиппинской индустрии туризма, международное продвижение Филиппин как туристического направления и содействие туристам на Филиппинах.

## История
В 1973 году президент Фердинанд Маркос создал Департамент туризма, разделив Департамент торговли и туризма на два отдельных ведомства. Департамент туризма был затем переименован в Министерство туризма в результате смены формы правления в соответствии с Конституцией 1973 года.
В 1998 году Департамент туризма сыграл видную роль в кульминации празднования столетия независимости страны от Испанской империи.
В 2003 году Департамент туризма инициировал один из своих самых успешных проектов, Wow Philippines, под руководством Ричарда Гордона.

## Организационная структура
Департамент возглавляет секретарь по туризму с пятью заместителями и пятью помощниками:
- Заместитель секретаря по администрированию и финансам;
- Заместитель секретаря по связям с общественностью, коммуникациям и специальным проектам;
- Заместитель секретаря по планированию развития туризма;
- Заместитель секретаря по продвижению туризма;
- Заместитель секретаря по координации регулирования туризма и генерации ресурсов;
- Помощник секретаря по администрированию и финансам;
- Помощник секретаря по связям с общественностью, коммуникациям и специальным проектам;
- Помощник секретаря по развитию продукта и рынка;
- Помощник секретаря по координации регулирования туризма и генерации ресурсов для кластера «Метро Манилы»;
- Помощник секретаря по координации регулирования туризма и генерации ресурсов для Лусона и Висайских островов.

### Подчинённые агентства
- Совет по развитию туризма;
- Администрация Интрамуроса;
- Комитет по развитию национальных парков;
- Управление инфраструктуры туризма и предпринимательской зоны (ранее Филиппинское управление по туризму);
- Корпорация беспошлинной торговли Филиппин;
- Фонд Nayong Pilipino;
- Филиппинское пенсионное управление;
- Филиппинская комиссия по спортивному подводному плаванию.